# Hettangien
Stratigraphie
Rhétien Sinémurien
Trias supérieur
L’Hettangien est le premier étage stratigraphique du Jurassique inférieur (Lias). Il s'étend de 201,4 ± 0,2 Ma et 199,5 ± 0,3 Ma et précède le Sinémurien. Sa durée est donc d'environ 2 millions d'années.

## Historique et étymologie
Le nom d’Hettangien a été donné par le géologue suisse Eugène Renevier en 1864 à la partie inférieure de l’étage Sinémurien tel que précédemment décrit par le naturaliste et paléontologue français Alcide d'Orbigny en 1849, et qui correspondait selon ce dernier à la totalité du Lias inférieur. Après la création de l’Hettangien, la série du Lias inférieur inclut donc quatre étages : l’Hettangien, le Sinémurien, le Pliensbachien et le Toarcien.
Le nom d’Hettangien provient du nom de la petite ville d’Hettange-Grande, située dans le département de la Moselle et en région Lorraine, à cinq kilomètres au sud de la frontière franco-luxembourgeoise.

## Stratotype

### Stratotype historique
Le stratotype historique de l’Hettangien a été défini par Eugène Renevier dans une carrière ouverte dans la formation géologique des grès d’Hettange. Cette carrière a été en partie conservée et abrite aujourd’hui la réserve naturelle nationale d'Hettange-Grande, réserve géologique créée en 1985.
Les grès d’Hettange ont une épaisseur d’environ 25 mètres, leur moitié supérieure est exposée dans la carrière avec une stratification parfois oblique. Les fossiles sont abondants dans quelques passées lumachelliques avec une faune benthique d’environnement peu profond, constituée de lamellibranches et de gastéropodes, auxquels se mêlent des débris végétaux en provenance du continent. Les ammonites sont rares. Ces dépôts témoignent d’un environnement d’embouchure de fleuve parfois chenalisé.

### Stratotype, PSM
L’environnement de dépôt du stratotype historique de l’Hettangien est inapproprié pour en faire une référence stratigraphique au niveau mondial. En effet, son faciès d’embouchure fluviatile est défavorable à la présence et à la fossilisation des ammonites qui restent les fossiles-type de la biostratigraphie du Jurassique. Les grès d’Hettange ne remplissent pas les critères de définition des stratotypes qu'il faut chercher dans des faciès plus marins, plus riches en fossiles et microfossiles stratigraphiques et déposés sur de plus grandes épaisseurs, de manière régulière et continue.
La longue quête pour identifier dans le monde un site de référence pour l’Hettangien et, en particulier, pour définir sa base, appelée Point Stratotypique Mondial (PSM) s’est intéressée à de nombreux sites aux États-Unis dans le Nevada, sur la côte occidentale de l’Angleterre, dans le département français de l’Ardèche près d’Aubenas, dans le nord du Chili, au Pérou ou encore dans les îles de la Reine Charlotte au large de la Colombie-Britannique (Canada), pour finalement aboutir dans le Tyrol autrichien.
Le Point Stratotypique Mondial (PSM ; en anglais : Global Boundary Stratotype Section and Point (GSSP)), définissant la base de l’Hettangien a donc été choisi dans les Alpes autrichiennes, à Kuhjoch dans le massif des Karwendel (47° 29′ 02″ N, 11° 31′ 50″ E), à environ 25 kilomètres au nord – nord-est de la ville d’Innsbruck. Le PSM de base de l’Hettangien se place au sein d’une formation de marnes silteuses épaisse d’une trentaine de mètres déposée dans un milieu marin ouvert et bien oxygéné.
La commission stratigraphique internationale puis l'Union internationale des sciences géologiques (UISG) ont ratifié ce point de référence mondial en avril 2010,,.
La base de l’Hettangien est définie par l’apparition :
- de la sous-espèce d'ammonite : Psiloceras spelae tirolicum ;
- et de l’espèce de foraminifère à test en aragonite : Praegubkinella turgescens[6].

Le PSM de la base de l'étage Sinémurien, qui vient après l'Hettangien et en délimite le sommet, est également validé par l'UISG. L'étage hettangien est donc ainsi officiellement encadré par deux PSM,.

## Limite Trias-Jurassique
La base de l’étage Hettangien est également celle du système Jurassique. Il s’agit de la limite entre les systèmes Trias et Jurassique. Ce passage est marqué par une des cinq extinctions massives de l’histoire de la Terre.
Les causes et la chronologie de cette extinction sont assez mal connues et moins étudiées que celles des extinctions de la fin du Permien (la plus importante) et de la fin du Crétacé (la plus récente).
Le début du morcellement de la Pangée et de l’ouverture de l’Atlantique central (Province magmatique de l’Atlantique central (Central Atlantic Magmatic Province (CAMP)), est accompagné d'un volcanisme massif qui produit d'énormes quantités de gaz carbonique (CO2). Le climat, le cycle du carbone, la vie terrestre et marine sont déstabilisés,.
L’extinction de la fin du Trias apparait relativement progressive. Certains groupes d’ammonites, de bivalves ou de conodontes sont affectés graduellement avant de disparaitre tandis que les foraminifères ou les ostracodes ne sont pas touchés. Une espèce, Neohindeodella detrei, a la particularité d'être la dernière espèce de conodontes à s'éteindre, au cours de l'Hettangien.

La base du PSM de l’Hettangien en Autriche, démontre que l’extinction dite du Trias-Jurassique, a lieu en fait au cours du dernier étage du Trias, le Rhétien. Le Jurassique ne débute qu'environ 300 000 ans après la fin du Trias par une diversification des ammonites,.

## Subdivisions
Les ammonites constituent le principal groupe utilisé pour la biozonation de l'étage. Il n’existe pas de sous-étages établis pour l’Hettangien.
| Étage      | Zone      | Sous-zone   |
| ---------- | --------- | ----------- |
| Hettangien | Angulata  | Complanata  |
| Hettangien | Angulata  | Extranodosa |
| Hettangien | Liasicus  | Laqueus     |
| Hettangien | Liasicus  | Portlocki   |
| Hettangien | Planorbis | Johnstoni   |
| Hettangien | Planorbis | Planorbis   |

## Paléogéographieetfaciès
Parmi les affleurements célèbres du Pliensbachien, on peut citer tous ceux préselectionnés lors de la recherche du PSM de la base de l’étage (voir paragraphe Stratotype, PSM), ainsi que les affleurements de Lorraine dans la région du stratotype initial, etc.

## Paléontologie

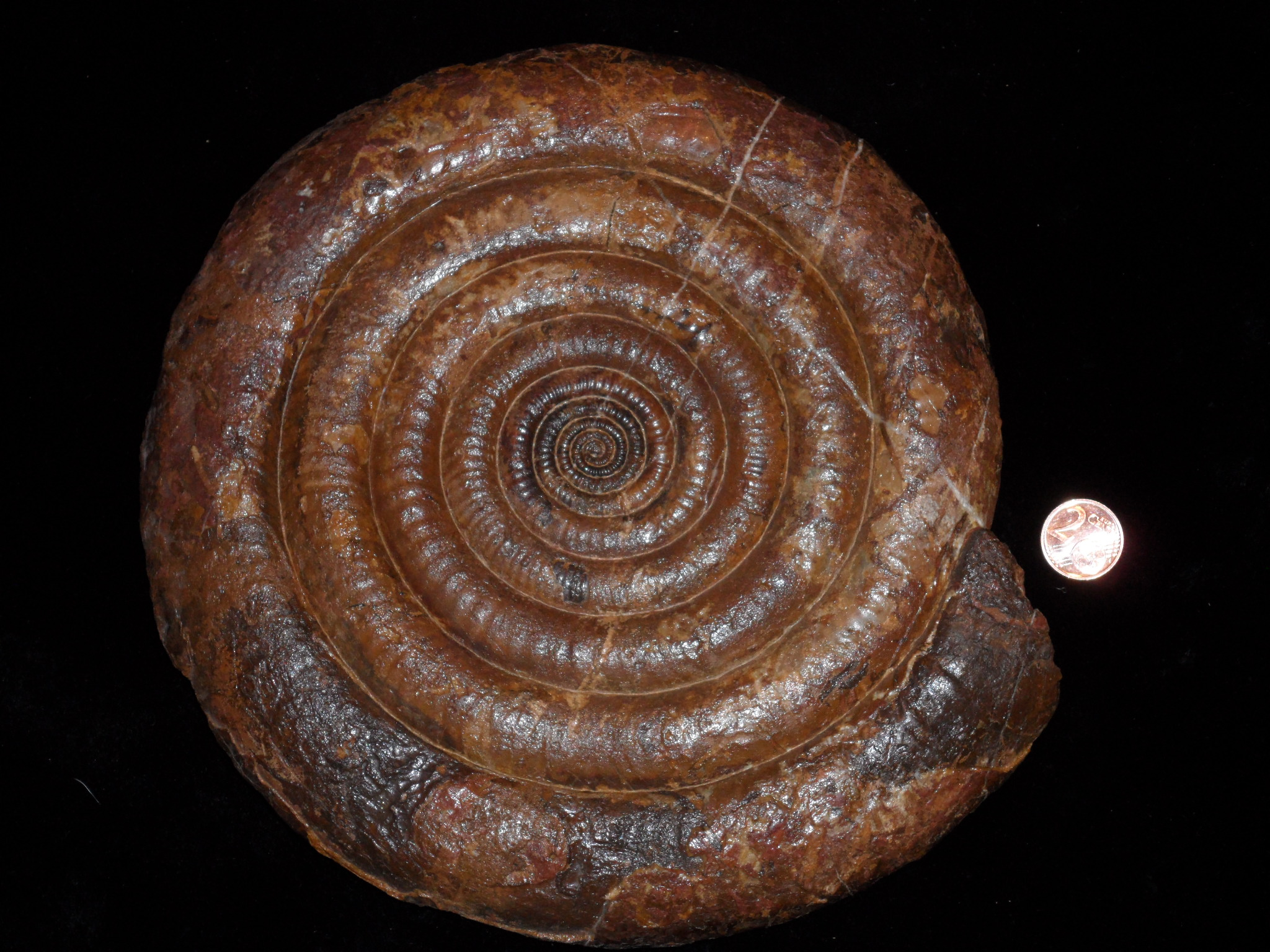
Ammonite de l'espèce Alsatites proaries.

Parmi les genres d'ammonites : Psiloceras, Caloceras, Alsatites, Waehneroceras, Sunrisites, et les Schlotheimia très fréquentes dans la partie supérieure de l’Hettangien, etc.
L’Hettangien des Alpes du Tyrol autrichien, remplit largement les conditions biostratigraphiques pour l’attribution du label de PSM avec des fossiles d’une grande diversité biologique : ammonites, bivalves, gastéropodes, échinodermes, ostracodes, foraminifères, conodontes, nannofossiles calcaires, spores et pollens, etc.